# Ketupa malajská
Ketupa malajská (Ketupa ketupu) je druh tropické sovy, který se vyskytuje v Asii.
Ketupa malajská dosahuje délky těla 22 až 26 cm, ocas má dalších 16 až 18 cm (celkem 40 až 48 cm). Rozpětí křídel je až 120 cm. Váží něco málo přes jeden kilogram. Samice jsou větší než samci.
Hlavní potravou tohoto druhu sovy jsou ryby, a tak se pro něj používá označení rybí sovy. Živí se však i dalšími vodními živočichy, např. kraby. Součástí jídelníčku mohou být i myši, žáby či plazi. Měkkýše sbírají zobákem při chůzi po břehu, ryby loví z letu nad hladinou. Jejich pařáty jsou speciálně uzpůsobeny tak, aby nedošlo k vyklouznutí ryby. S tím také souvisí prostředí, v němž ketupy žijí. Jedná se o lesní lokality s klidnou sladkou vodou (říční břehy, břehy jezer a rybníků, rýžová pole). Vyskytuje se až do nadmořské výšky 1600 m.
Regionem výskytu tohoto druhu je jihovýchodní a částečně jižní Asie (např. Indonésie, Bangladéš, Thajsko, Vietnam či Myanmar).
Snáší jedno, popř. dvě vejce. Ta jsou inkubována po dobu 28 až 35 dní.

## Chov v zoo
Ketupa malajská patří k vzácně chovaným druhům, v rámci celé Evropy byla v květnu 2019 chována jen v necelé desítce zoo, zejména v Německu a ve Spojeném království. V Česku je chována pouze v Zoo Praha. V žádné jiné české zoo tento druh nebyl nikdy chován.

### Chov v Zoo Praha
Chov tohoto druhu sovy v Zoo Praha započal v roce 1972. Toho roku přišel pár. Samec z tohoto pár strávil v zoo 21 let života. Po jeho úhynu následovala pauza v chovu, další dvojice zvířat přibyla v roce 2002. Jednalo se o zvířata z volné přírody, konkrétně z Myanmaru. První úspěšný odchov byl zaznamenán o sedm let později (2009). Jednalo se o první úspěšný přirozený odchov v historii evropských zoo. Proto také mládě dostalo jméno Evropa odkazující na tento úspěch. Tato samička spolu ze samcem ze Singapuru utvořila druhý chovný pár. Další odchovy následovaly (2010, 2012, 2014, 2018). Pro úspěšné hnízdění je ketupám simulován přirozený cyklus období dešťů, během něhož právě dochází k hnízdění. Ke konci roku 2017 byli chováni tři samci a tři samice. Na konci roku 2018 bylo chováno sedm jedinců. V polovině dubna 2020 se vylíhlo další mládě.
Tento druh je k vidění ve voliérách tropických sov v dolní části zoo, u pavilonu tučňáků. Expozice vznikla v roce 2010 a byla slavnostně otevřena při zahájení hlavní návštěvnické sezony.